# Clydonium cabrerai
Clydonium cabrerai là một loài tò vò trong họ Ichneumonidae.